# Pierre François Devaux
Pour les articles homonymes, voir Devaux.
Pierre François Devaux est un révolutionnaire parisien né à Goupillières (Calvados) le 9 septembre 1741 et guillotiné à Paris le 11 thermidor an II (29 juillet 1794).

## Biographie
Né à Goupillières (Calvados) le 9 septembre 1741, Pierre François Devaux est le fils de Gilles Devaux et Catherine Rivière. Il s'installe à Paris, 950 rue Plumet, où il devient jardinier fleuriste, et se marie avec Élisabeth Charlotte Dive, devenant ainsi beau-frère par alliance d'un autre futur révolutionnaire, Robert Guillaume Antoine Delabarre. 
Son rôle au début de la Révolution est effacé, mais il succède en juillet 1793 à Delabarre au Conseil général de la Commune de Paris, où il représente la section de la Croix-Rouge. Par quatre fois, il est appelé à garder la reine et ses enfants au Temple.
À la chute de Robespierre le 9 thermidor an II (27 juillet 1794), il signe l'appel de la Commune à soutenir Maximilien de Robespierre et à libérer la Convention. Les signataires de cet appel sont mis hors-la-loi par la Convention dans la soirée. Quand les robespierristes sont capturés sans jugement, le tribunal révolutionnaire se borne à enregistrer son identité le 11 thermidor an II (29 juillet 1794), et il est exécuté avec 70 autres membres de la municipalité de Paris le jour même. 
Ses biens, acquis à la République, ont été rendus à sa famille au terme d'une procédure qui a duré jusqu'en l'an XI.
Il laisse trois enfants, Jean-Pierre, Pierre-Étienne et Charlotte-Agnès Devaux.